# Ainārs
Ainārs ist ein männlicher Vorname.

## Herkunft und Bedeutung
Er stammt vom lettischen Namen Aina und bedeutet Szene/Anblick.

## Bekannte Namensträger
- Ainārs Ķiksis (* 1972), lettischer Bahnradsportler
- Ainārs Kovals (* 1981), lettischer Speerwerfer
- Ainārs Ozoliņš (* 1969), lettischer Offizier
- Ainārs Podziņš (* 1992), lettisch-russischer Eishockeyspieler
- Ainārs Šlesers (* 1970), lettischer Unternehmer und Politiker